# Rothörnchen
Die Rothörnchen (Tamiasciurus), in den USA auch als Chickarees bekannt, sind eine Gattung der Hörnchen, die heute zu den Baumhörnchen gerechnet werden.

## Merkmale
Trotz des Namens sind die Rothörnchen nicht rot. Sie sind sehr variabel gefärbt, die Oberseite ist beigebraun, olivbraun oder schwarzbraun; oft wird sie im Winter dunkler als im Sommer. Die Unterseite ist weiß beim Gemeinen Rothörnchen und braun beim Douglas-Hörnchen. Entlang der Flanke verläuft ein schwärzlicher Längsstreifen, der sich aber bei vielen Individuen kaum von der darunterliegenden Fellfarbe abhebt und dann unsichtbar ist. Die Kopfrumpflänge beträgt 20 cm, hinzu kommen etwa 12 cm Schwanz. Das Gewicht beträgt 150 bis 300 Gramm.

## Lebensweise
Am häufigsten finden sich Rothörnchen in Nadelwäldern, wo sie zu den häufigsten Säugetieren gehören. Seltener sind sie in den von Grauhörnchen dominierten Laub- und Mischwäldern. Rothörnchen sind tagaktiv und bewegen sich häufiger als Eichhörnchen am Boden. Sie bauen verschiedene Nester: Im Sommer reicht ihnen ein Nest in einer Astgabel, während sie für den Winter ein Loch in einem Baumstamm auszupolstern pflegen – oft halten verlassene Spechthöhlen für diesen Zweck her. In kälteren Teilen ihres Verbreitungsgebiets leben sie auch in Tunneln unter der Erde, in denen sie den Winter verbringen; hierbei übernehmen sie die Gangsysteme von Zieseln und Stummelschwanzhörnchen. Rothörnchen halten keinen Winterschlaf, bleiben bei sehr kaltem Wetter aber manchmal mehrere Tage in ihren Höhlen, die dafür mit Nahrungsvorräten ausgestattet sind.
Die Hauptnahrung der Rothörnchen sind die Zapfen der Nadelbäume. Diese werden vom Baum gelöst und in die Vorratskammern gebracht. Manche dieser Vorratskammern können bis zu 160 Zapfen fassen. Neben Zapfen fressen Rothörnchen alle möglichen tierischen und pflanzlichen Stoffe, unter anderem Nüsse, Früchte, Rinde, Pilze, Vogeleier und Jungvögel.
Rothörnchen leben einzelgängerisch und verteidigen ein Revier, das in ihren Vorratskammern zentriert ist. Paare kommen nur kurz zur Paarung zusammen. Dies geschieht im Spätwinter; in den wärmeren Teilen des Verbreitungsgebiets gibt es auch noch eine zweite Paarungszeit im Sommer. Die Weibchen bringen nach einer Tragzeit von 35 Tagen vier bis sechs Junge zur Welt. Diese werden bis zu acht Wochen gesäugt und machen sich nach 18 Wochen selbständig. Die Lebensdauer der Rothörnchen beträgt in der Wildnis bis zu sieben Jahre.

## Bedrohung und Schutz
Die Rothörnchen scheinen eine große Rolle bei der Ausbreitung der Nadelbäume zu spielen, indem sie die Samenschuppen der Zapfen weit umhertragen. Da das Gemeine Rothörnchen so häufig ist, wird es auch durch die Pelzjagd kaum bedroht. In Kanada werden jährlich etwa 2 Millionen Rothörnchen getötet, um ihr Fell der Pelzverarbeitung zuzuführen. Schlecht steht es allerdings um eine Unterart des Gemeinen Rothörnchens, das Mount-Graham-Rothörnchen (Tamiasciurus hudsonicus grahamensis), das isoliert von den übrigen Populationen in Arizona lebt. Es gibt von dieser Unterart nur noch 200 Individuen, weshalb sie von der IUCN im Status „stark bedroht“ geführt wird.

## Systematik

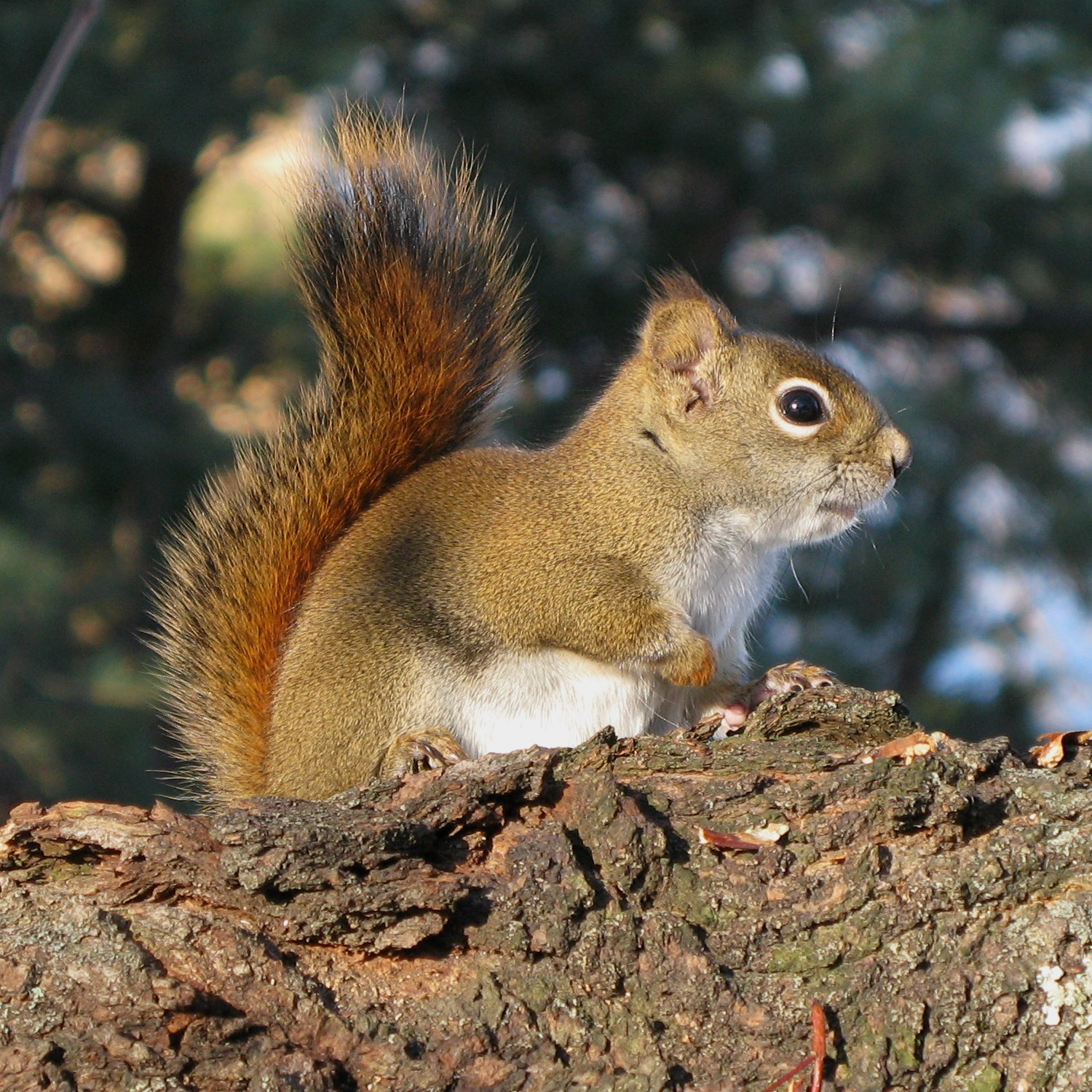
Gemeines Rothörnchen (Tamiasciurus hudsonicus)

Die Stellung der Rothörnchen innerhalb der Hörnchen war stets problematisch. Zunächst wurden sie aufgrund von Ähnlichkeiten der äußeren Geschlechtsteile mit den Chinesischen Rothörnchen in einer gemeinsamen Tribus vereint. Die Verwandtschaft zwischen beiden Gruppen wurde aber schon früh bezweifelt. Verschiedene Autoren stellten die Rothörnchen aufgrund anderer morphologischer Merkmale in die Nähe der Borstenhörnchen und der Erdhörnchen. Seit 2003 haben die kladistischen Analysen von Mercer und Roth sowie Herron, Castoe und Parkinson ergeben, dass die Rothörnchen den Baumhörnchen sehr nahestehen. Carleton und Musser ordnen sie dementsprechend in diese Tribus ein.
Die Art- und Unterartzuordnung kann je nach Quelle variieren, unterschieden werden in der Regel drei Arten:
- Gemeines Rothörnchen (Tamiasciurus hudsonicus), Kanada, Alaska, Rocky Mountains, nordöstliche USA
- Douglas-Hörnchen (Tamiasciurus douglasii), Kaskadengebirge und Sierra Nevada
- Südwestliches Rothörnchen (Tamiasciurus fremonti) in Teilen von Utah, Arizona, Texas und New Mexico

Das Mearns-Hörnchen (Tamiasciurus mearnsi) aus dem nördlichen Niederkalifornien wird teilweise ebenfalls als eigenständige Art betrachtet, nach aktueller Systematik stellt es allerdings eine Unterart des Douglas-Hörnchens dar. Das Südwestliche Rothörnchen wurde in älteren Darstellungen meist als Unterart des Gemeinen Rothörnchens betrachtet, gilt heute jedoch als eigenständige Art.
Die Bezeichnung „Rothörnchen“ kann zu Verwirrung führen, da es auch noch die Chinesischen Rothörnchen sowie die zur Gattung der Eichhörnchen gehörenden Amazonischen Rothörnchen gibt. Außerdem ist das Eurasische Eichhörnchen im Englischen als red squirrel bekannt; in den USA ist damit allerdings das Gemeine Rothörnchen gemeint.

## Belege
1. 1 2 3  J.L. Koprowski, E.A. Goldstein, K.R. Bennett, C. Pereira Mendes: Tamiasciurus. In: Don E. Wilson, T.E. Lacher, Jr., Russell A. Mittermeier (Hrsg.): Handbook of the Mammals of the World: Lagomorphs and Rodents 1. (HMW, Band 6) Lynx Edicions, Barcelona 2016, S. 739–740, ISBN 978-84-941892-3-4.